# Szczepan Siudak
Szczepan Siudak (ur. 22 sierpnia 1945 w Skotnikach k. Sandomierza, zm. 21 lipca 2021 w Sandomierzu) – polski rzeźbiarz.
W roku 1973 ukończył Państwową Wyższą Szkołę Sztuk Plastycznych w Gdańsku na kierunku rzeźba, płaskorzeźba, rysunek.
Jego dorobek twórczy obejmuje głównie pomniki.

## Przynależność organizacyjna
- Związek Polskich Artystów Plastyków okręg w Kielcach (1974–1981)
- Związek Polskich Artystów Rzeźbiarzy oddział w Kielcach (od 1987)

## Twórczość
- Pomnik pomordowanych nauczycieli w czasie II wojny światowej (beton metalizowany na brąz) – Sandomierz 1987
- Popiersie generała Władysława Sikorskiego w zespole szkół nr 1 (brąz) – Stalowa Wola 1988.
- Płaskorzeźba popiersia Tadeusza Kościuszki w Zespole szkół budowlanych (piaskowiec) – Stalowa Wola 1989.
- Symboliczna mogiła pomordowanych mieszkańców sandomierszczyzny w obozach sowieckich (granit) – Sandomierz 1995.
- Płaskorzeźba popiersia papieża Jana Pawła II szpital powiatowy (brąz) – Sandomierz 1999,
- Pomnik „Płomień nadziei” w XXV rocznicę powstania NSZZ „Solidarność” (granit) – Sandomierz 2005.

## Udział wystawach
- Cykliczne wystawy prezentujące twórców okręgu świętokrzyskiego „Przedwiośnie”.
- Międzynarodowe triennale rzeźby portretowej – Gdańsk 1986.
- Artyści z Sandomierza w Emmendingen.
- „Salon zimowy” przegląd rzeźby polskiej – Warszawa 1995.
- Artyści Polski południowo-wschodniej 1950-2000 – Rzeszów, Krosno, Sandomierz, Przemyśl, Tarnów 1999/2000.

## Nagrody i wyróżnienia
- Pomnik-rzeźba „Matki Polki” – Łódź 1986 – III nagroda.
- Pomnik generała Władysława Sikorskiego – Rzeszów 1987 – II nagroda.
- Olimpijski konkurs Sztuki – Warszawa 1988 – wyróżnienie.
- Erotyzm w sztuce – warszawa 1990 – wyróżnienie.
- Pomnik Powstania Warszawskiego – Warszawa 1994 – wyróżnienie.
- Rzeźba plenerowa na Kadzielni – Kielce 2003 – wyróżnienie.
- Popiersie Igora Strawińskiego – Kielce 2005 – wyróżnienie.
- Konkurs na „Pomnik World Trade Center” – Kielce 2005 – wyróżnienie
- Nagroda miesięcznika kulturalnego „Profile” – Rzeszów 1986.
- Nominowany do tytułu sandomierzanina roku 2000.
- Tytuł „Sandomierzanin Roku 2018”

## Odznaczenia
- Srebrny Krzyż Zasługi za osiągnięcia w rzeźbie monumentalnej – 1986.
- Odznaka „Za zasługi dla województwa tarnobrzeskiego” – Tarnobrzeg 1987.
- „Zasłużony obywatel miasta Sandomierza” – 1987.
- „Sandomierzanin Roku 2018”[2][3].